# Skuggorangelav
Skuggorangelav (Caloplaca lucifuga) är en lavart som beskrevs av G. Thor. Skuggorangelav ingår i släktet orangelavar och familjen Teloschistaceae.  Arten är reproducerande i Sverige. Inga underarter finns listade i Catalogue of Life.